# Johnny Knoxville
Philip John Clapp (sinh ngày 11/3/1971), nghệ danh: Johnny Knoxville, là nam diễn viên, nghệ sĩ hài, biên kịch, nhà làm phim người Mỹ. Ông được biết đến nhiều qua vai trò đồng sản xuất chương trình truyền hình Jackass trên kênh MTV (2000 – 2002). Năm 2014, ông lồng tiếng cho nhân vật Leonardo trong Teenage Mutant Ninja Turtles (2014).